# Can’t Stop This Thing We Started
Can’t Stop This Thing We Started ist ein Lied des kanadischen Rockmusikers Bryan Adams aus dem Jahr 1991.

## Entstehung und Veröffentlichung
Das Lied wurde vom Interpreten selbst, zusammen mit dem Briten Robert Lange, geschrieben und produziert. Inhaltlich handelt das Stück davon, seine Plänen nicht aufzugeben und sich auch von „denen mit gebrochenen Herzen“ nicht stoppen zu lassen.
Die Erstveröffentlichung von Can’t Stop This Thing We Started erfolgte als Single am 2. September 1991. In Deutschland erschien die Single erstmals am 15. September 1991. Am 24. September 1991 erschien das Lied als Teil von Bryan Adams’ sechstem Studioalbum Waking Up the Neighbours.
Der Titel wurde bei den Grammy Awards 1992 als „Best Rock Song“ und „Best Rock Performance, Solo“ nominiert.

## Rezeption

### Charts und Chartplatzierungen
| ChartsChartplatzierungen       | Höchstplatzierung | Wochen |
| ------------------------------ | ----------------- | ------ |
| Deutschland (GfK)              | 14 (19 Wo.)       | 19     |
| Kanada (MC)                    | 1 (19 Wo.)        | 19     |
| Österreich (Ö3)                | 14 (10 Wo.)       | 10     |
| Schweiz (IFPI)                 | 8 (8 Wo.)         | 8      |
| Vereinigte Staaten (Billboard) | 2 (20 Wo.)        | 20     |
| Vereinigtes Königreich (OCC)   | 12 (6 Wo.)        | 6      |

| ChartsJahrescharts (1991)      | Platzierung |
| ------------------------------ | ----------- |
| Kanada (MC)                    | 3           |
| Vereinigte Staaten (Billboard) | 59          |

### Auszeichnungen für Musikverkäufe
| Land/Region               | Auszeichnungen für Musikverkäufe (Land/Region, Auszeichnung, Verkäufe) | Verkäufe |
| ------------------------- | ---------------------------------------------------------------------- | -------- |
| Kanada (MC)               | Gold                                                                   | 50.000   |
| Vereinigte Staaten (RIAA) | Gold                                                                   | 500.000  |
| Insgesamt                 | 2× Gold ·                                                              | 550.000  |

Hauptartikel: Bryan Adams/Auszeichnungen für Musikverkäufe